# Primeira Divisão de Santo Antão Norte de 2016–17
A Primeira Divisão de Santo Antão Norte de 2016–17 de 2016-17 foi a época de Associação Regional de Futebol de Zona Norte de Santo Antão (ARFZNSA), competição de futebol. O campeonato foi organizado-se por Associação Regional de Futebol do Santo Antão Norte (ARFSN).  O número de clubes de temporada foi seis.[carece de fontes?]
O campeão do torneio foi o Paulense  conqustou o sete e título recente é jogar em Campeonato Cabo-Verdiano de Futebol de 2017. Paulense participado na Grupo A na campeonato nacional com campeonato de Santo Antão Norte Académica do Mindelo e Mindelense.
Académica do Aeroporto Novo possuido-se 28 pontos e venceu 9 jogos. Paulense artilheirado o mais gols com 29.
Janela finido o último posição e relegado na Segunda Divisão na próximo temporada.

## Clubes
| Clube              | Localização    | Posições de 2015-16            |
| ------------------ | -------------- | ------------------------------ |
| Beira-Mar          | Ribeira Grande | 3a na Primeira Divisão         |
| Os Foguetões       | Eito-Paul      | 4a na Primeira Divisão         |
| UD Janela          | Janela         | 5a na Primeira Divisão         |
| Paulense           | Paul           | 2a na Primeira Divisão         |
| UD Santo Crucifixo | Coculi         | Segunda Divisão                |
| CD Sinagoga        | Sinagoga       | Campeonato de Primeira Divisão |

## Resumo da Temporada
A edição 2016-17 da Campeonato Regional (ou Insular) teve o Paulense.

### Primeira Divisão
| # | Equipa           | J  | V | E | D | GP | GC | SG  | Pts | Classificação                                                |
| - | ---------------- | -- | - | - | - | -- | -- | --- | --- | ------------------------------------------------------------ |
| 1 | Paulense (C) (Q) | 10 | 9 | 1 | 0 | 29 | 5  | +24 | 28  | Qualificado para Campeonato Cabo-Verdiano de Futebol de 2017 |
| 2 | CD Sinagoga      | 10 | 4 | 3 | 3 | 13 | 10 | +3  | 15  |                                                              |
| 3 | Santo Crucifixo  | 10 | 4 | 2 | 4 | 14 | 17 | −3  | 14  |                                                              |
| 4 | Beira-Mar        | 10 | 3 | 3 | 4 | 11 | 18 | −7  | 12  |                                                              |
| 5 | Os Foguetões     | 10 | 2 | 3 | 5 | 16 | 19 | −3  | 9   |                                                              |
| 6 | Janela (R)       | 10 | 0 | 4 | 6 | 8  | 22 | −14 | 4   | Rebaixado para Segunda Divisão Regional de 2017-18           |

Fonte: [carece de fontes?]
Regras para classificação: 1º pontos; 2º saldo de gols; 3º gols pró.
(C) = Campeão; (R) = Rebaixado; (P) = Promovido; (O) = Vencedor do play-off; (A) = Classificado para a próxima fase. 
Somente aplicável se a temporada não tiver terminado: 
(Q) = Classificado para a fase do torneio indicada; (TQ) = Classificado para o torneio, mas não para a fase indicada; (DQ) = Desclassificado do torneio.

### Segunda Divisão
- 1a: Santo Crucifixo

## Jogos
| Rodada 1        | Rodada 1 | Rodada 1        | Rodada 1   | Rodada 1        | Rodada 1 | Rodada 1 | Rodada 1 | Rodada 1 | Rodada 1 | Rodada 1 | Rodada 1 |
| Casa            | Gols     | Visitador       | Estádio    | Data            | Hora     |          |          |          |          |          |          |
| --------------- | -------- | --------------- | ---------- | --------------- | -------- | -------- | -------- | -------- | -------- | -------- | -------- |
| Foguetões       | 1 - 1    | Janela          | João Serra | 12 de novembro  | 14:00    |          |          |          |          |          |          |
| Santo Crucifixo | 0 - 1    | Sinagoga        | João Serra | 12 de novembro  | 16:00    |          |          |          |          |          |          |
| Beira-Mar       | 0 - 4    | Paulense        | João Serra | 13 de novembro  | 16:00    |          |          |          |          |          |          |
| Rodada 2        |          |                 |            |                 |          |          |          |          |          |          |          |
| Casa            | Gols     | Visitador       | Estádio    | Data            | Hora     |          |          |          |          |          |          |
| Paulense        | 5 - 0    | Santo Crucifixo | João Serra | 19 de novembro  | 14:00    |          |          |          |          |          |          |
| Janela          | 1 - 1    | Beira-Mar       | João Serra | 19 de novembro  | 16:00    |          |          |          |          |          |          |
| Sinagoga        | 4 - 0    | Foguetões       | João Serra | 20 de novembro  | 16:00    |          |          |          |          |          |          |
| Rodada 3        |          |                 |            |                 |          |          |          |          |          |          |          |
| Casa            | Gols     | Visitador       | Estádio    | Data            | Hora     |          |          |          |          |          |          |
| Sinagoga        | 1 - 1    | Janela          | João Serra | 10 de dezembro  | 14:00    |          |          |          |          |          |          |
| Foguetões       | 0 - 1    | Paulense        | João Serra | 10 de dezembro  | 16:00    |          |          |          |          |          |          |
| Santo Crucifixo | 2 - 0    | Beira-Mar       | João Serra | 11 de dezembro  | 16:00    |          |          |          |          |          |          |
| Rodada 4        |          |                 |            |                 |          |          |          |          |          |          |          |
| Casa            | Gols     | Visitador       | Estádio    | Data            | Hora     |          |          |          |          |          |          |
| Beira-Mar       | 3 - 2    | Foguetões       | João Serra | 17 de dezembro  | 14:00    |          |          |          |          |          |          |
| Santo Crucifixo | 3 - 1    | Janela          | João Serra | 17 de dezembro  | 16:00    |          |          |          |          |          |          |
| Paulense        | 1 - 0    | Sinagoga        | João Serra | 18 de dezembro  | 16:00    |          |          |          |          |          |          |
| Rodada 5        |          |                 |            |                 |          |          |          |          |          |          |          |
| Casa            | Gols     | Visitador       | Estádio    | Data            | Hora     |          |          |          |          |          |          |
| Sinagoga        | 3 - 0    | Beira-Mar       | João Serra | 21 de janeiro   | 14:00    |          |          |          |          |          |          |
| Foguetões       | 1 - 1    | Santo Crucifixo | João Serra | 21 de janeiro   | 16:00    |          |          |          |          |          |          |
| Janela          | 0 - 3    | Paulense        | João Serra | 22 de janeiro   | 16:00    |          |          |          |          |          |          |
| Rodada 6        |          |                 |            |                 |          |          |          |          |          |          |          |
| Casa            | Gols     | Visitador       | Estádio    | Data            | Hora     |          |          |          |          |          |          |
| Sinagoga        | 0 - 2    | Santo Crucifixo | João Serra | 11 de fevereiro | 14:00    |          |          |          |          |          |          |
| Paulense        | 3 - 2    | Beira-Mar       | João Serra | 11 de fevereiro | 16:00    |          |          |          |          |          |          |
| Janela          | 1 - 2    | Foguetões       | João Serra | 12 de fevereiro | 16:00    |          |          |          |          |          |          |
| Rodada 7        |          |                 |            |                 |          |          |          |          |          |          |          |
| Casa            | Gols     | Visitador       | Estádio    | Data            | Hora     |          |          |          |          |          |          |
| Foguetões       | 4 - 1    | Sinagoga        | João Serra | 18 de fevereiro | 14:00    |          |          |          |          |          |          |
| Beira-Mar       | 1 - 1    | Janela          | João Serra | 18 de fevereiro | 16:00    |          |          |          |          |          |          |
| Santo Crucifixo | 1 - 4    | Paulense        | João Serra | 19 fevereiro    | 16:00    |          |          |          |          |          |          |
| Rodada 8        |          |                 |            |                 |          |          |          |          |          |          |          |
| Casa            | Gols     | Visitador       | Estádio    | Data            | Hora     |          |          |          |          |          |          |
| Beira-Mar       | 1 - 0    | Santo Crucifixo | João Serra | 11 de março     | 14:00    |          |          |          |          |          |          |
| Paulense        | 3 - 2    | Foguetões       | João Serra | 11 de março     | 16:00    |          |          |          |          |          |          |
| Janela          | 1 - 3    | Sinagoga        | João Serra | 12 de março     | 16:00    |          |          |          |          |          |          |
| Rodada 9        |          |                 |            |                 |          |          |          |          |          |          |          |
| Casa            | Gols     | Visitador       | Estádio    | Data            | Hora     |          |          |          |          |          |          |
| Sinagoga        | 0 - 0    | Paulense        | João Serra | 18 março        | 14:00    |          |          |          |          |          |          |
| Janela          | 1 - 2    | Santo Crucifixo | João Serra | 18 de março     | 16:00    |          |          |          |          |          |          |
| Foguetões       | 1 - 2    | Beira-Mar       | João Serra | 19 de março     | 16:00    |          |          |          |          |          |          |
| Rodada 10       |          |                 |            |                 |          |          |          |          |          |          |          |
| Paulense        | 5 - 0    | Janela          | João Serra | 25 de março     | 14:00    |          |          |          |          |          |          |
| Beira-Mar       | 1 - 1    | Sinagoga        | João Serra | 25 de março     | 16:00    |          |          |          |          |          |          |
| Santo Crucifixo | 3 - 3    | Foguetões       | João Serra | 26 de março     | 16:00    |          |          |          |          |          |          |

## Evolução dos posições
| Clube / Semana  | 01 | 02 | 03 | 04 | 05 | 06 | 07 | 08 | 09 | 10 |
| --------------- | -- | -- | -- | -- | -- | -- | -- | -- | -- | -- |
| Beira-Mar       | 6  | 5  | 6  | 4  | 4  | 5  | 5  | 5  | 4  | 4  |
| Foguetões       | 4  | 4  | 5  | 6  | 6  | 4  | 4  | 4  | 5  | 5  |
| UD Janela       | 3  | 3  | 3  | 5  | 5  | 6  | 6  | 6  | 6  | 6  |
| Paulense        | 1  | 1  | 1  | 1  | 1  | 1  | 1  | 1  | 1  | 1  |
| Santo Crucifixo | 5  | 6  | 4  | 3  | 3  | 3  | 3  | 3  | 3  | 3  |
| Sinagoga        | 2  | 2  | 2  | 2  | 2  | 2  | 2  | 2  | 2  | 2  |

| Vencedor Paulense 7º título |

## Estadísticas
- Melhores vitórias:

Paulense 5 - 0 Santo Crucifixo (19 de novembro)
Paulense 5 - 0 Janela (25 de março)